# 코드 오브 아너
코드 오브 아너(Code of Honor)는 미국에서 제작된 마이클 위닉 감독의 2016년 액션 영화이다. 스티븐 시걸 등이 주연으로 출연하였다.

## 출연

### 주연
- 스티븐 시걸
- 크레이그 셰퍼
- 제임스 루소

### 조연
- 루이스 맨다이어
- 그리프 퍼스트
- 헬레나 매트슨
- R.D. 콜

## 제작진
- 미술: 다이안 밀렛